# Хунта news
«Хунта news» — українська політико-сатирична телепередача, що виходила на телеканалі «Еспресо» з 15 червня 2015 по 12 березня 2016 року. Автор і ведучий — Леонід Сенкевич.
Назва передачі походить від російського пропагандистського антиукраїнського кліше про новітню українську владу, як хунту, показуючи, що основною зброєю «української хунти» є гумор та сатира.

## Опис
«Хунта news» подає інформаційні сюжети та висміює дурниці суспільства та окремих його представників на спів-ставленнях з героями комедійних сцен, переважно — з художнього кіно. Відтак програма виконує дві ролі — з одного боку, допомагає глядачеві попуститися після жахіть у стрічці новин, а з іншого — дізнатися з перших вуст про стан справ у якійсь важливій галузі.